# به آقا، با عشق ۲
به آقا، با عشق ۲ (به انگلیسی: To Sir, with Love II) تله‌فیلمی به کارگردانی پیتر باگدانوویچ محصول سال ۱۹۹۶ است. این فیلم دنبالهٔ فیلم به آقا، با عشق می‌باشد. در این فیلم سیدنی پوآتیه مانند فیلم قبل به نقش مارک تاکری می‌پردازند.

## داستان
مارک تاکری پس از بیست سال تدریس اکنون بازنشست شده‌است که…

## بازیگران
- سیدنی پوآتیه در نقش آقای مارک تاکری
- کریستین پایتون
- دینا اسکلسن
- فرناندو لوپز
- کیسی لوبورس
- مایکل گلیو
- لز گراندیرسون
- ساندرا سانتیاگو
- دانیل جی.تراونتی
- لولو
- جودی گیسون
- جان بیسلی
- جیسون وینر